# 馬青田
马青田，直隶天津府静海县人，清朝军事人物。
光緒二十年（1894年）甲午恩科武殿试考中二甲第十八名，赐武进士出身。光緒二十六年（1900年）保护慈禧太后避祸西安，赐三品花翎侍卫。官至陝西固原城守營游擊。